# Антипаксос
Антипаксос је грчко острво које припада јонској групи острва. Острво лежи око 2,5 km јужније од острва Паксос.
Координате: 39° 8′ 55′′ Сгш. 20° 13′ 53′′ Игд. 

## Географија
Антипаксос је око 4 km дуг, и не шири од 2 km Површина острва је око 5 km². На острву живи око 150 становника (углавном љети), а настањени су у главно мјесту острва, Вигли (Vigla). 

## Туризам
У љето, оно што привлачи туристе у овај крај су плаже од карактеристичних ситних каменчића (не пијесак), али ти излети су углавном једнодневни туристички излети бродићима из Гајоса на острву Паксос. Пошто су преноћишта на овом острву прилично ријетка, туристима се препоручују резервације унапријед.

## Становништво
Зими, мање од пола ових становника не живе на острву, тако да број стално насељених на острву износи око 40 људи. 
Према резултатима пописа из 2011. стално становништво острва је 20.